# 7321 Minervahoyt
7321 Minervahoyt eller 1979 MZ2 är en asteroid i huvudbältet som upptäcktes den 25 juni 1979 av de båda amerikanska astronomerna Eleanor F. Helin och Schelte J. Bus vid Palomarobservatoriet. Den är uppkallad efter amerikanskan Minerva H. Hoyt.
Asteroiden har en diameter på ungefär 5 kilometer.